# Wyntoon

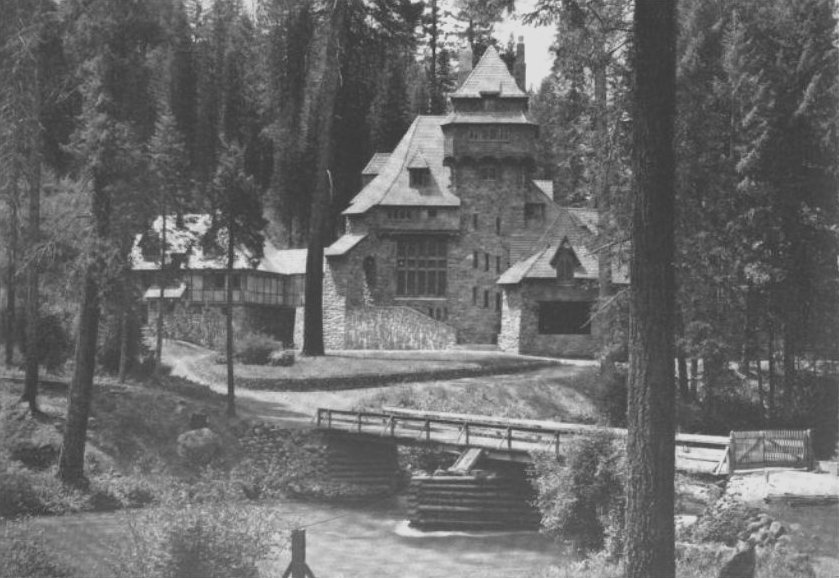
Zicht op Wyntoon – zoals het in 1902 door Bernard Maybeck voor Phoebe Hearst ontworpen was – vanaf de overkant van McCloud River. Dit gebouw brandde in 1929 af. Foto uit American Homes and Gardens (1906).

Wyntoon is een historisch landgoed in de bossen van Siskiyou County, in het uiterste noorden van de Amerikaanse staat Californië. Het behoort toe aan de Hearst Corporation. Het werd eind 19e en begin 20e eeuw uitgebouwd door Charles Stetson Wheeler, een rijke advocaat uit San Francisco, Phoebe Hearst, de echtgenote van zakenman George Hearst, en hun zoon William Randolph Hearst, de beruchte krantenmagnaat. Op het landgoed staan gebouwen ontworpen door architecten als Willis Polk, Bernard Maybeck en Julia Morgan. Sommige ervan bestaan niet meer; andere werden gepland maar nooit gebouwd. Het domein ligt afgelegen en is niet toegankelijk voor bezoekers.